# 類語辞典
類語辞典（るいごじてん）とは、同じような意味を持つ言葉をまとめた辞典である。「類義語辞典」ともいう。

## 概要
同じ単語の繰り返し使用を避けたり、適切な単語が思い浮かばないときに利用される。例えば、「綺麗」で引くと、「美麗」、「秀美」、「美妙」、「流麗」など「綺麗」の類義語が分かる。その用例や語義等が併記されているものもある。文章を書く人（小説家や随筆家など）や、短歌、俳句を詠む人にとって、あると非常に重宝する。
日本における最初の類語辞典は、1909年（明治42年）に刊行された『日本類語大辞典』（志田義秀・佐伯常麿 共編／晴光館）であり、2巻本で講談社学術文庫に入っているが、現在は絶版となっている。
類語辞典は欧米圏ではシソーラス (thesaurus) と呼ばれているが、日本の類語辞典はその多くが五十音順でまとめられ、ある単語からその関連語を引くために用いられるのに対して、シソーラスはすべての単語を意味で分類して編纂されているところに違いがある。
また「シソーラス」がオックスフォードのA-ZかRoget'sの分野別かで大きな違いがあるため、「類語辞典」とシソーラスは厳密には異なる。シソーラスは「類単語辞典」または「類意辞典」である。

## 代表的な類語辞典
- 「類語新辞典」「類語国語辞典」（1981年, 角川書店） - 後者は前者の増補版（1985年発行）。
- 「日本語大シソーラス　類語検索大辞典」「日本語シソーラス　類語検索辞典　第2版」（2003年, 大修館書店） - 後者は前者の改訂版（2016年発行）。
- 「類語大辞典」（2002年, 講談社）
- 「三省堂 類語新辞典」（2005年, 三省堂）
- 「必携 類語実用辞典」（1980年, 三省堂）
- 「使い方の分かる類語例解辞典」（1993年, 小学館）
- 「デジタル類語辞典」（ジャングル） - Windows用アプリケーション。書籍版はない。
- 「英語語句宝典」（ロジェ類語辞典、Thesaurus of English Words and Phrases, 1911）- ピーター・マーク・ロジェ